# آلتو دو سانتانا
التو دو سانتانا (به پرتغالی: Alto de Santana) یک منطقهٔ مسکونی در برزیل است که در سائوپائولو واقع شده‌است.